# Carabus truncaticollis
Carabus truncaticollis es una especie de insecto adéfago del género Carabus, familia Carabidae. Fue descrita científicamente por Eschscholtz en 1833.
Habita en Canadá, Rusia y los Estados Unidos, en Alaska se han registrado en la península de Kamchatka (islas Pribilof) hasta el río Mackenzie y en Territorios del Noroeste. También en el este de Asia, la especie se distribuye desde el sur de Siberia hasta Mongolia. La especie se encuentra en ambientes de tundra mésica, como praderas húmedas.